# Berto Pisano
Umberto „Berto“ Pisano (* 13. Oktober 1928 in Cagliari, Sardinien; † 29. Januar 2002 in Rom), auch bekannt als Burt Rexon, war ein italienischer Komponist und Dirigent.

## Leben
Wie sein Bruder Franco Pisano begann er seine musikalische Laufbahn als Jazzmusiker. Auch er machte sich ab den 60er-Jahren als Filmkomponist einen Namen, etwa für den Thriller Interrabang von 1969. Nach mehreren Tonträgerveröffentlichungen für verschiedene Plattenfirmen, immer basierend auf Filmsoundtracks, erschien 1974 die Single A Blue Shadow aus dem Soundtrack des Fernsehvierteilers Ho incontrato un’ombra bei Ricordi. Zwar stammte die restliche Filmmusik von Romolo Grano, doch für die Titelmelodie war Pisano verpflichtet worden. Unerwartet erreichte die Single die Spitze der italienischen Charts und hielt sich dort sechs Wochen lang. Auch das gleichnamige Album, auf dem Pisano noch weitere Filmsongs versammelte, konnte die Charts erreichen.

## Diskografie
Alben

| Jahr | Titel                                  | Höchstplatzierung, Gesamtwochen, AuszeichnungChartsChartplatzierungen (Jahr, Titel, Platzierungen, Wochen, Auszeichnungen, Anmerkungen) | Anmerkungen        |
| Jahr | Titel                                  | IT | Anmerkungen        |
| ---- | -------------------------------------- | --- | ------------------ |
| 1974 | A Blue Shadow – Ho incontrato un’ombra | IT7 (17 Wo.)IT | Ricordi, SMRL 6133 |

Weitere Alben
- Interrabang (RCA, SP 9027; 1969)
- N. 15 Musicorama (Fama, FM 9; 1973)
- N. 16 Musicorama (Fama, FM13; 1974)
- Berto Pisano e la sua orchestra vol. II (Dischi Ricordi, SMRL 6160; 1975)

Singles

| Jahr | Titel Album                                          | Höchstplatzierung, Gesamtwochen, AuszeichnungChartsChartplatzierungen (Jahr, Titel, Album, Platzierungen, Wochen, Auszeichnungen, Anmerkungen) | Anmerkungen                            |
| Jahr | Titel Album                                          | IT | Anmerkungen                            |
| ---- | ---------------------------------------------------- | --- | -------------------------------------- |
| 1974 | A Blue Shadow A Blue Shadow – Ho incontrato un’ombra | IT1 (23 Wo.)IT | B-Seite: Tema di Silvia RCA, TBBO 1057 |

Weitere Singles
- Chi non è con te / La banda di El Santo (Interrecord, I-NP-1015; 1967)
- Il colore degli angeli / … E il sole scotta (RCA, OC 15; 1969)
- Idee / Ballad for Oscar (Dischi Ricordi, SRL 10734; 1974)
- Flowers / Grey Moustache (Dischi Ricordi, SRL 10779; 1975)
- Tic nervoso (Duse Record, BTF 116; als The Brothers’ Group; 1979)

## Filmografie (Auswahl)
- 1967: Chamaco (Killer Kid)
- 1967: Django tötet leise (Bill il taciturno)
- 1980: Patrick lebt! (Patrick vive ancora)